# Юлдашев Раміль Раільович
Юлдашев Раміль Раільович (рос. Рамиль Раильевич Юлдашев; нар. 5 вересня 1961, Уфа, Башкирська АРСР, СРСР) — радянський та український хокеїст, нападник. Майстер спорту міжнародного класу СРСР.

## Спортивна кар'єра

### Клубна
Вихованець уфімського хокею. В команді майстів дебютував 1979 року. Виступав за клуб «Салават Юлаєв» (до сезону 1983/84, закинув 186 шайб), частину сезону 1978/79 провів у складі «Торпедо» (Тольятті). 
З сезону 1984/85 виступав у складі київського «Сокола», за який грав до сезону 1990/91. У «Соколі» провів 297 матчів, закинув 153 шайби, зробив 71 результативну передачу. Став двічі володарем призу «Лицар атаки» (за найбільше число хет-триків) 1985 та 1990 роки. Бронзовий призер чемпіонату СРСР 1985 року. Найрезультативніший гравець двох останніх чемпіонатів СРСР.
З сезону 1991/92 виступав за швейцарський клуб «Біль» (НЛА), у складі якого провів три сезони — 95 матчів, 125 очок (84+41) та 42 штрафні хвилини. Сезон 1994/95 провів у складі «Ажуа» (НЛВ).
Сезон 1995/96 провів у складі «Салават Юлаєв», де став бронзовим призером чемпіонату МХЛ. 
Сезон 1996/97 років провів одразу в трьох європейських клубах: швейцарському «Люцерні», італійському «Больцано» та французькому «Ам'єні». Ще відігравши два сезони в австрійському «Целль-ам-Зе», повернувся до України (виступав за Беркут-Київ та «Крижинку»). У 2005 році завершив виступи на хокейному майданчику, захищаючи кольори іспанського клубу «Пучсарда». 
У 2011 році інтернет-видання «Sports.ru» визначав символічні збірні команд вищої ліги в епоху Радянського Союзу. До першої шістки київського «Сокола» ввійшли: воротар — Юрій Шундров; захисники — Сергій Горбушин, Валерій Ширяєв; нападники — Анатолій Степанищев, Євген Шастін, Раміль Юлдашев.

### Збірна
Виступав на молодіжному чемпіонаті світу 1982 року, де став бронзовим призером. У складі збірної СРСР став переможцем турніру Приз «Известий» 1990 року.  
За національну збірну України виступав на трьох чемпіонатах світу 1993, 1994 та 1995 років.

## Кар'єра тренера
Головний тренер ХК «Барс» у 2007-2008 роках. Один із тренерів клубу «Білий Барс».

## Статистика
Статистика виступів у вищій лізі чемпіонату СРСР.
| Сезон                    | Команда                  | Ліга                     | І   | Г   | П  | 0   | Штр |
| ------------------------ | ------------------------ | ------------------------ | --- | --- | -- | --- | --- |
| 1978/79                  | «Салават Юлаєв»          | вища                     | 4   | 0   | 0  | 0   | 2   |
| 1980/81                  | «Салават Юлаєв»          | вища                     | 44  | 18  | 4  | 22  | 12  |
| 1982/83                  | «Салават Юлаєв»          | вища                     | 40  | 15  | 8  | 23  | 12  |
| 1984/85                  | «Сокіл» (Київ)           | вища                     | 40  | 21  | 10 | 31  | 22  |
| 1985/86                  | «Сокіл» (Київ)           | вища                     | 40  | 16  | 9  | 25  | 6   |
| 1986/87                  | «Сокіл» (Київ)           | вища                     | 40  | 16  | 3  | 19  | 16  |
| 1987/88                  | «Сокіл» (Київ)           | вища                     | 43  | 17  | 9  | 26  | 6   |
| 1988/89                  | «Сокіл» (Київ)           | вища                     | 42  | 19  | 13 | 32  | 10  |
| 1989/90                  | «Сокіл» (Київ)           | вища                     | 46  | 28  | 7  | 35  | 12  |
| 1990/91                  | «Сокіл» (Київ)           | вища                     | 46  | 36  | 20 | 56  | 10  |
| Усього у вищій лізі СРСР | Усього у вищій лізі СРСР | Усього у вищій лізі СРСР | 385 | 186 | 83 | 269 | 108 |